# Drei Reiche von Korea
Als die Drei Reiche von Korea werden die Königreiche Goguryeo, Baekje und Silla bezeichnet, die zwischen dem 1. Jahrhundert v. Chr. bis zum 7. Jahrhundert n. Chr. weite Teile der Koreanischen Halbinsel und der Mandschurei beherrschten. Der Zeitraum vom Untergang des Nordreichs Go-Joseon und des relativ wenig erforschten Südreichs Jin bis zu Sillas Sieg über Goguryeo wird deshalb in der koreanischen Geschichtsschreibung auch als Zeit der drei Königreiche (kor. 삼국시대, Hanja 三國時代, rev. Samguk-sidae, deutsch: ‚Zeitepoche der Drei Reiche‘) bezeichnet.
Berichte über diese Zeit stützen sich hauptsächlich auf das 1100 n. Chr. kompilierte Samguk Sagi (dt. Chronik der drei Königreiche), die älteste noch erhaltene koreanische Zusammenstellung historischer Ereignisse über die antike Geschichte Koreas. Der Autor nimmt Bezug auf ältere Werke, wie die Gu-Samguksa (舊三國史, dt. Alte Chronik der Drei Reiche) und die Hwarang-Segi (花郞世記, dt. Chroniken der Hwarang), das im 13. Jahrhundert verloren ging. Zusätzlich werden chinesische Werke als Quellen verwendet. Es besteht kein Bezug zur Nihon Shoki, eventuell aufgrund der starken Anlehnung an Mythologie und fantastischen Geschichten im Nihon Shoki.
Nachweisbar ist, dass sich die drei Königreiche zwischen dem 4. und 6. Jahrhundert n. Chr. als einflussreiche Staaten herausgebildet hatten. Goguryeo hatte dabei den Tiger als Wappentier, Baekje den Bären und Silla einen Hahn.
Einige Historiker halten die Bezeichnung für falsch gewählt, da auch noch ein weiteres von Koreanern geprägtes Reich Buyeo vom 2. Jahrhundert v. Chr. bis 494 n. Chr. in der Mandschurei existierte, das 494 von Goguryeo erobert wurde.

## Die drei Königreiche
Die drei Reiche wurden zwischen dem 1. Jahrhundert vor bis nach Christus gegründet und gewannen durch die Einverleibung der umliegenden Gebiete schrittweise an Einfluss. Zwei der vier chinesischen Kommandanturen, die von der Han-Dynastie 108 v. Chr. nach dem Sieg über Go-Joseon auf dessen Gebiet gegründet wurden, fielen innerhalb zwei Jahrzehnten an die Konföderation Goguryeo im Norden. Die dritte konnte sich für mehrere Jahrzehnte halten. Die letzte, Lelang, wurde 313 n. Chr. von Goguryeo besiegt. Die drei Königreiche verbinden unter anderem eine ähnliche Kultur, Sprache und ihre Beziehung zu den in historischen Quellen erwähnten Gruppen, wie den Yemaek und Staatentümern wie Go-Joseon. Der Buddhismus wurde 372 n. Chr. in Goguryeo und 384 n. Chr. in Baekje als Staatsreligion eingeführt. Als letztes erreichte er das relativ isolierte und nativistische Silla.

### Goguryeo
Das Königreich Goguryeo wurde laut dem Samguk Sagi im Jahr 37 v. Chr. an den Ufern des Amnok-Flusses im Grenzgebiet zwischen dem heutigen Nordkorea und China von König Dongmyeong (Jumong) gegründet. Wahrscheinlich war es aber älter und hatte sich schon knapp 100 Jahre vorher von Go-Joseon abgespalten. In chinesischen Schriften findet der Name Goguryeo bereits im Jahr 75 v. Chr. Erwähnung.
Goguryeo gelang es bald, große Teile der Mandschurei zu erobern. Es wurde dadurch zum größten der drei Königreiche. Nachdem es 313 n. Chr. die chinesische Lelang-Kommandantur besiegt hatte, verlegte es seine Hauptstadt nach Süden, nach Nakrang (kor. 락랑), das sich auf dem Gebiet des heutigen Pjöngjang befand. Im 5. Jahrhundert n. Chr., am Zenit seiner Macht, besetzte Goguryeo im Norden die Halbinsel Liaodong und im Süden das Gebiet um das heutige Seoul. Nachdem die Sui-Dynastie 581 China wiedervereinigt hatte, wurde Goguryeo wiederholt Angriffen durch die Sui ausgesetzt, die mit einer katastrophalen Niederlage für die Sui-Dynastie endete. Die Tang-Dynastie führte die Konflikte fort.

### Baekje
Nach dem Samguk Sagi wurde das Königreich Baekje im Jahr 18 v. Chr. von König Onjo, einem Sohn des Gründers von Goguryeo, im Gebiet des heutigen Seoul gegründet. Es umfasste später die Mitte und den Südwesten der Koreanischen Halbinsel. Die chinesische Schrift Sanguo Zhi bezeichnet ein Mitglied des Mahan-Staatenbundes als „Baekje“.
Baekje übernahm in großem Maße die chinesische Kultur und Technologie. Als Seemacht spielte es eine besondere Rolle im Handel und den Beziehungen zu Japan.

### Silla
Das Samguk Sagi berichtet, dass das Königreich Saro (auch Seorabol) im Jahr 57 v. Chr. durch die Vereinigung von Jinhan, einem Bund von Stadtstaaten, gegründet wurde. Saro wurde 503 n. Chr. in Silla umbenannt. Zu Beginn ihrer Existenz wurde sie von Königen regiert, die auch das schamanische religiöse Oberhaupt des Landes waren. Silla eroberte die Gaya-Konföderation im Laufe des 6. Jahrhunderts n. Chr.
Die Hauptstadt von Silla war Seorabol. Laut historischen Aufzeichnungen unterschied sich die Kultur Sillas sich von denen der zwei anderen Staaten am meisten und widersetzte sich strikt fremden Einflüssen. Buddhismus wurde erst im Jahr 527 n. Chr. als Staatsreligion übernommen. Jedoch blieb die einheimische schamanistische Volks- und ehemalige Staatsreligion während ihrer gesamten Existenz von großer Bedeutung. Im Kontrast zu den umliegenden Staaten (unter anderem auch Japan), wurde es auch von Königinnen regiert, die eine vergleichsweise hohe Stellung in der Gesellschaft innehatten. Silla war sich dem zeitgleichen Japan stets feindlich gesinnt.
Die meisten heute erhaltenen Überlieferungen stammen aus Silla.
Kontakt mit dem chinesischen Kulturraum wurde erst im 5. Jahrhundert aufgenommen.

## Kleinere Staaten
Weitere kleinere Staaten existierten in der „Zeit der drei Königreiche“, die nach und nach von den drei großen Königreichen erobert wurden:
- Gaya-Konföderation an der Südküste der Halbinsel: allmählich von Baekje und Silla erobert
- Nakrang im Nordwesten der Halbinsel: im 5. Jahrhundert von Goguryeo erobert
- Okjeo an der nördlichen Ostküste der Halbinsel: im 5. Jahrhundert von Goguryeo erobert
- Dongye in Osten von Korea: im 5. Jahrhundert von Goguryeo erobert
- Buyeo nördlich der Halbinsel: vor seinem Untergang von Goguryeo kontrolliert
- Usan auf Ulleungdo: 512 von Silla unterworfen, blieb jedoch bis ins 10. Jahrhundert unabhängig
- Tamna auf Jejudo: von Baekje abhängiger Vasallenstaat
- Jinhan im Südosten: bis ins 4. Jahrhundert in Silla aufgegangen
- Mahan im Südwesten: bis ins 3. Jahrhundert in Baekje aufgegangen
- Byeonhan an der Südküste: Schloss sich im 1. Jahrhundert zu Gaya zusammen

## Ende der Zeitperiode
Silla verleibte sich das Königreich Gaya in der ersten Hälfte des 6. Jahrhunderts n. Chr. ein, worauf sich Goguryeo und Baekje gegen Silla verbündeten. Um sich gegen die Angriffe seiner Rivalen zur Wehr setzen zu können, ersuchte der König von Silla die Hilfe der chinesischen Tang-Dynastie, was durch den kurz zuvor eroberten Zugang zum Gelben Meer möglich wurde. Nachdem Silla mit Unterstützung seiner chinesischen Verbündeten zuerst Baekje (660 n. Chr.) und schließlich Goguryeo (668 n. Chr.) besetzt hatte, vertrieb es die verbliebenen Tang-Truppen und leitete damit die Ära des Vereinigten Silla auf der Koreanischen Halbinsel ein.